# Гунько, Юрий Дмитриевич
Юрий Дмитриевич Гунько (укр. Юрій Дмитрович Гунько; род. 28 февраля 1972, Киев) — советский и украинский хоккеист, универсал. Тренер. Кавалер ордена «За заслуги» III степени (2008).

## Карьера

### Клубная
Выступал за киевские клубы Сокол, ШВСМ и АТЕК, а также за российские клубы ЦСКА, «Ак Барс» и «Газовик» (Тюмень). Также выступал в словацком «Зволене» и немецком «Ганновере». В 1992 году был задрафтован командой НХЛ «Сент-Луис Блюз» под 230-м номером.

### В сборной
В составе сборной Украины сыграл 151 игру, набрал 47 (9+38) очков. Участвовал в зимней Олимпиаде 2002 года, играл на чемпионатах мира 1993, 1994, 1995, 1998, 1999, 2002, 2003, 2004, 2005, 2006, 2007, 2008 и 2009 годов. В составе сборной СССР сыграл на молодёжном первенстве Европы 1990 года.

## Титулы
- Чемпион России: 1998
- Чемпионат Украины: (1993, 1995, 2003, 2004, 2005, 2006, 2007, 2009).